# FBK Kaunas
FBK Kaunas este un club de fotbal lituanian din orașul Kaunas. În 1993, Banga Kaunas a fost redenumit FBK Kaunas și i s-a adăugat secțiunea baseball (care mai târziu s-a separat și a devenit BK Lituanica Kaunas), de aici provenind numele original din lituaniană Kauno futbolo beisbolo klubas. FBK Kaunas este sponsorizat de către ŪKIO Bankas, o bancă ce îl are pe Vladimir Romanov drept principal acționar. În octombrie 2005, domnul Romanov a devenit acționar majoritar al echipei de Primă Ligă Scoțiană, Heart of Midlothian. Romanov a început să folosescă de atunci Kaunas drept o sursă de jucători pentru Hearts, permițând echipei din SPL să împrumute mulți jucători, cum ar fi Edgaras Jankauskas, Nerijus Barasa, Marius Žaliūkas și Roman Bednář. Cu toate acestea, ultimul a semnat o înțelegere permanentă cu Hearts pe 31 august 2006. Kaunas a jucat cu Celtic, Rangers și Liverpool FC în grupele de calificare ale Ligii Campionilor.

## Jucători notabili
| - Darius Gvildys - Orestas Buitkus |

## Participări în campionatele lituaniene
- 2008 - locul 2
- 2007 - locul 1
- 2006 - locul 1
- 2005 - locul 2
- 2004 - locul 1
- 2003 - locul 1

## Realizări
- A lyga (8): 1999, 2000, 2001, 2002, 2003, 2004, 2006, 2007
- Cupa Lituaniană (4): 1989 (drept Banga Kaunas), 2002, 2004, 2005
- Supercupa Lituaniei (3): 2002, 2004, 2006

## Antrenori
| - Povilas Grigonis (1986) - Algirdas Gruzdas (1989) - Šenderis Giršovičius (1995–96), (1998–00) - Sergei Borovsky (iulie 2003 – aprilie 4) - Šenderis Giršovičius (aprilie 2004 – Sept 04) - Valdas Ivanauskas (Sept 2004 – aprilie 5) - Eugenijus Riabovas (aprilie 2005 – May 5) - Aleksandr Piskariov (May 2005 – iulie 5) - Igoris Pankratjevas (iulie 2005 – Nov 05) - Eduard Malofeyev (Dec 2005 – June 6) - Eugenijus Riabovas (June 2006 – Feb 07) - Vladimir Kurnev (Feb 2007 – aprilie 7) - Angel Chervenkov (aprilie 2007 – June 7) | - Artūras Ramoška (June 2007 – Sept 07) - Anton Joore (august 2007 – Sept 07) - Andrei Zygmantovich (Sept 2007 – iulie 8) - Jose Couceiro (iulie 2008 – Oct 08) - Andrei Zygmantovich (Nov 2008 – Dec 08) - Eugenijus Riabovas (Dec 2008 – aprilie 9) - Saulius Vertelis (aprilie 2009 – Sept 10) - Darius Gvildys (Sept 2010 – martie 11) - Eugenijus Riabovas (martie 2011 – Feb 12) |